# Aleksandr Szczegłow
Aleksandr Władimirowicz Szczegłow, ros. Александр Владимирович Щеглов (ur. w 1889 lub 1890 r. we wsi Łużki w obwodzie smoleńskim, zm. w 1987 r. na Florydzie) – antykomunistyczny działacz polityczny, wojskowy Rosyjskiej Armii Wyzwoleńczej, a następnie Sił Zbrojnych Komitetu Wyzwolenia Narodów Rosji podczas II wojny światowej.
W okresie I wojny światowej pracował fizycznie w jednej z fabryk w Sankt Petersburgu. W 1918 r. wstąpił ochotniczo do wojska bolszewickiego. Po rozstrzelaniu grupy kolejarzy, niechcących wypełniać poleceń bolszewików, czego był naocznym świadkiem, wystąpił z Rosyjskiej Partii Komunistycznej (bolszewików). W II poł. lat 20. miał być członkiem prompartii i prowadzić antybolszewicką propagandę. W latach 30. pracował w bibliotece Instytutu Stali w Moskwie. Po ataku wojsk niemieckich na ZSRR 22 czerwca 1941 r., wstąpił ochotniczo do Armii Czerwonej. W październiku tego roku dostał się do niewoli niemieckiej w rejonie Wiaźmy. Wiadomo, że przez pewien czas przebywał w obozie koncentracyjnym. Wstąpił do Rosyjskiej Armii Wyzwoleńczej (ROA). Jesienią 1944 r. został kandydatem na członka Komitetu Wyzwolenia Narodów Rosji (KONR). Podpisał się jako „żołnierz Szczegłow” pod manifestem praskim KONR. Po zakończeniu wojny uniknął deportacji do ZSRR. Do końca lat 40. mieszkał we Francji, po czym wyemigrował do USA. Na Florydzie pracował jako pomywacz w restauracji, prasowacz ubrań w pralni, a następnie był nadzorcą domu mieszkalnego.